# ランドローバー・レンジローバー

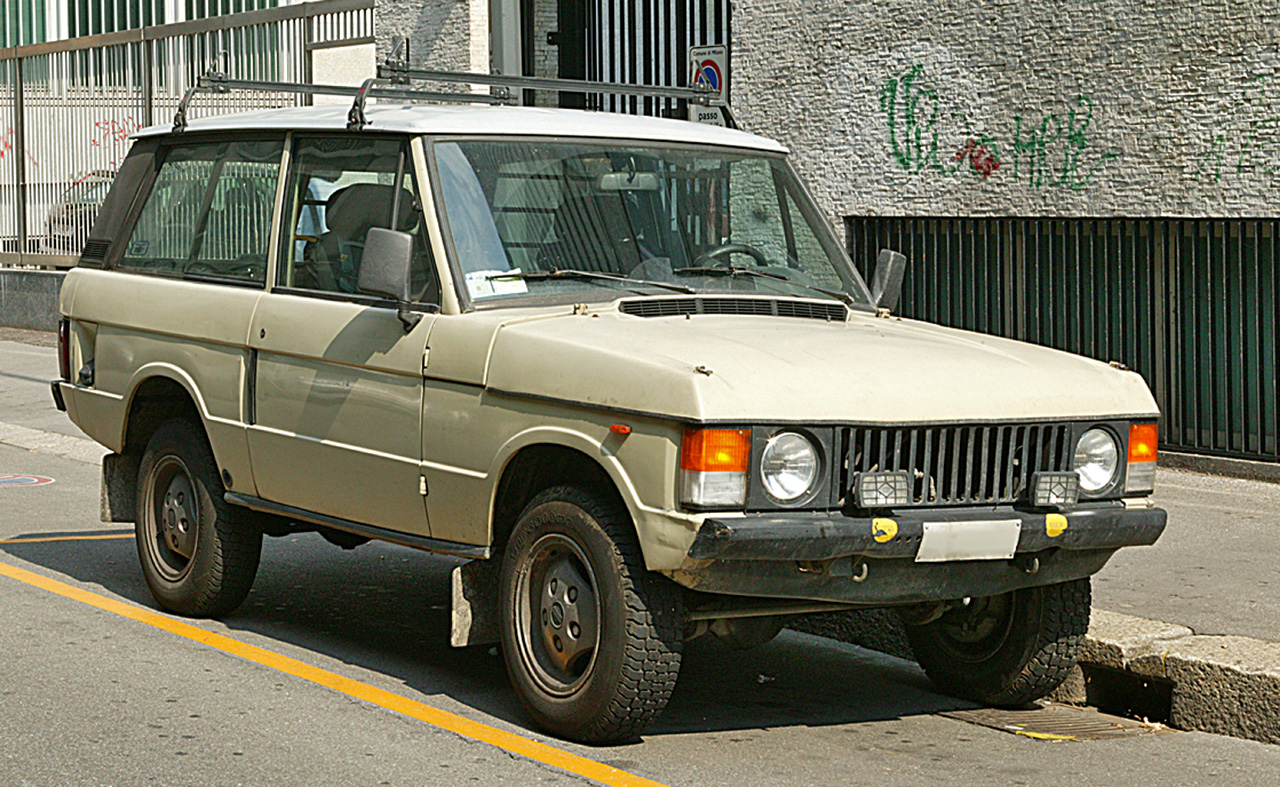
初代 2ドアモデル（ホイールは後年のもの）

レンジローバー（Range Rover）は、、インド・タタ自動車の子会社である、イギリス・ランドローバーが生産している高級オールパーパスフルタイム4WD車であり、ランドローバーブランドのフラッグシップモデルである。

## 初代 レンジローバークラシック (1970 - 1996年)
1970年、当時ブリティッシュ・レイランド（BL）の1ブランドであったランドローバーから、フルタイム4WDのオールパーパスヴィークルとして発表された。
BLの技術者、チャールズ・スペンサー・キングなどが中心となり、ランドローバー以上のオフロード性能を持ち、普段は高級乗用車と変わらぬ快適性を持つことを目標に開発された、まったく新しい概念の革新的コンセプトであった。はじめから海外でのノックダウン生産も考慮して設計が進められ、耐久性、メンテナンス性も考慮されていた。
「ラグジュアリーカー、エステートカー、パフォーマンスカー、クロスカントリーカーの4つの車の役割を1台の車で可能にする」と謳われた。21世紀に入ると高級車ブランドがハイパフォーマンスな高級クロスオーバーSUVを続々と世に送り出し、一定のカテゴリを形成するようになるが、当時このような車はほとんど見られず、わずかにアメリカのジープ・グランドワゴニアと西ドイツのメルセデス・ベンツ・Gクラス（1979年）が該当するのみであった。
当初は3ドアモデルのみであったが、後に5ドアモデルが追加された（経緯は後述）。現在では初代モデル全てを、「レンジローバークラシック」と呼ぶようになっている。
シャーシ、ボディ
虚飾を排してシンプルな設計に徹した初期型のボディは、2枚のドアと上下2分割式の頑丈なテールゲートを持つ。強固な2mm厚ボックスセクションの2本のサイドメンバーと5本のクロスメンバーからなる剛性の高いフレームに、ゴムブッシュを介して鋼板製スケルトンボディを載せている。このボディにアルミ製のドア、フェンダー、ルーフが取り付けられ、車体の軽量化、防錆対策に貢献している。
スペアタイヤを車室内に縦配置するとともに、駆動部品を適切に配置しシャシーフレームおよびボディを適切な形に設計することで、悪路での障害物による損傷を防いでいる。アプローチアングル45°、ランプブレークオーバーアングル150°、デパーチャーアングル33°を確保。ホイールベースは100インチ（2540mm）で、大人5人がゆったりと室内でくつろぐことが可能でありながら、初期型は全長4470mm、全幅1778mm、全高1778mm、車重1700kg台前半と意外とコンパクト、軽量である。
エンジン
ゼネラルモーターズ（GM）から製造権を買い取ってローバー・3500に使われていた、シリンダーヘッド、シリンダーブロック共にアルミ製の軽量なV型8気筒OHVの3.5Lローバー・V8エンジンを採用し、発表当時としては優れた静粛性と 155km/hのクルージングを可能にしていた。このトルクフルで頑強なエンジンは、当初、ゼニスストロンバーグキャブレター装備であったが、後には電子制御燃料噴射式となり、排気量も3.9Lから、最終型では4.2Lにまで拡大された。また8気筒ながら、当時のランドローバー（Land Rover (Series/Defender)）シリーズII Aに使われていた鋳鉄ブロックの4気筒よりも軽いことにより前後の重量配分が50:50となっており、結果としてオンロードでの旋回性能やオフロードでの走破性を良好にしている。またエンジンが短いことが前述のように広い車室の獲得にもつながっている。このエンジンは基本設計が古いこともあり、吸気抵抗や各部のフリクションロスが大きく、燃料消費が多いことが難点であった。これは電子制御化された後の改善もわずかであった。
1986年は、イタリアのVMモトリ(VM Motori)社製の直列4気筒 2.4L 直噴ターボディーゼルエンジンが追加された。熱効率に優れた直噴式であることや、燃料の価格差も寄与し、燃費はガソリンモデルの半分ほどと大きく改善した。1989年には排気量を2.5Lに拡大している。
1992年、自社製ターボディーゼルエンジンを搭載した200TDiがラインアップに加えられた。
サスペンション
耐久性とオフロード性能を第一に追い求めたため、前後輪ともコイルスプリングによるリジッドアクスル式サスペンションを採用。柔らかく長いコイルばねにより大きなホイールストロークを確保し、良好な乗り心地と卓越した悪路走破性を実現している。フロントはリーディングアームとパナールロッドによる3リンク式サスペンションで、自由な上下動と抗ロール性を両立しており、後のフロントリジッドアクスル4X4（SUV）に大きな影響を与えた。
またリアは重い荷物を積んだときにも車を水平に保つボーゲ（BOGE）製ダンパーを用いた機械式セルフレベリングユニットを組み込んだセンターAアームと、2本のトレーリングアームにより長大なストロークを確保している。これは現在に至っても優れた地形追従性を持ったサスペンションと知られるが、ダンパーや大きな力が加わるAアームのピボットの寿命が短いなどの難点がある。センターAアームは同社の初代ディスカバリーでも採用されているが、2代目レンジローバーを含め、いずれも後継車では採用されていない。
タイヤサイズは205R16で、5.64mという最小回転半径と良好な乗り心地を実現している。
1990年からはロールを抑えるスタビライザーが装着された。
1992年には4駆として世界で初めて英・ダンロップ製のエアサスペンションを採用する。高速走行時には安定のため車高を下げ、不整地走行では地上高を稼ぐために車高を上げ、積載量の多寡による姿勢変化を抑え、ニーリングで乗降を容易にするなど、変化量の大きい車高調整が目的である。
四輪駆動機構
フルタイム式4WD車としてはジェンセン・FFに次いで史上2例目で、オフロード車では史上初である。使用しているセンターデフは1988年までのマニュアルロック型と、それ以降のビスカスカップリング式差動制限型とに分かれるが、トランスファーに2速の副変速機を持つことは共通である。そのHi / Loのギヤ比が2.7:1と大きく、悪路での極低速走行（クローリング、クロール）を可能にしている。
- ベベルギア式センターデフ - 副変速機のHi / Loのどちらのポジションでも、センターデフのフリー / ロックが任意に選択できる（ローレンジでセンターデフをフリーにした場合は、強大なトルクフローが発生する懸念があり、それによる駆動系の破損を防ぐフェイルセーフはなく、ユーザーの自己責任となる）。
- ビスカスカップリング式差動制限付きセンターデフ - ABSの働きを妨げないようにするために採用されたもの。

ブレーキ
開発当初からフロントブレーキキャリパーまでのブレーキラインを2系統確保した、完全分離型の2系統配管を持つ、4輪ディスクブレーキを採用している。フロントは大径ベンチレーテッドディスクと対向4ピストン、リアは対向2ピストンを標準とする。また駐車・非常用ブレーキとしては大径のドラムをトランスファーの出力部に設置した、センターブレーキとしている。このセンターブレーキの作動には、通常のワイヤーとリターンスプリングの組み合わせではなく、ロッドによるリンケージが用いられており、強制的にブレーキシューを解放することで、泥や凍結による不緩解を防ぐ配慮がなされている。
その他
- イギリス王室やイギリス連邦諸国の王室を始めとして多くのセレブリティーに愛用された。
- 2ドアモデル4ドアモデル共に機能を追求したシンプルで美しいラインで構成され、工業製品として唯一ルーヴル美術館に展示されている。
- パリ・ダカール・ラリーにおいて、第1回（1979年）と第3回（1981年）に優勝を飾っている。
- キャメルトロフィー本戦用車両としても、1981年（スマトラ島）、1982年（パプアニューギニア）、1987年（マダガスカル）の計3回採用された。
- 日本においてはFNS27時間テレビに登場した明石家さんまの愛車がきっかけで本車両の販売台数が増えたという。番組の内容としては｢さんまのレンジローバーにビートたけしとタモリがイタズラ(たけしが勝手に乗って車庫入れするなどして破壊)する｣というものであったが、番組への露出で知名度が上がり7～8月に売上が伸びた。この急増の背景を知った英国サイドがさんま一家をロンドンに招待したという。[1]

### 年表
- 1970年6月7日　初代レンジローバーデビュー。
- 1977年　フェンダーミラーからドアミラーへ変更される。
- 1979年　バンパーをブラックへ変更。パワーステアリング標準装備。クーラーをオプション設定。

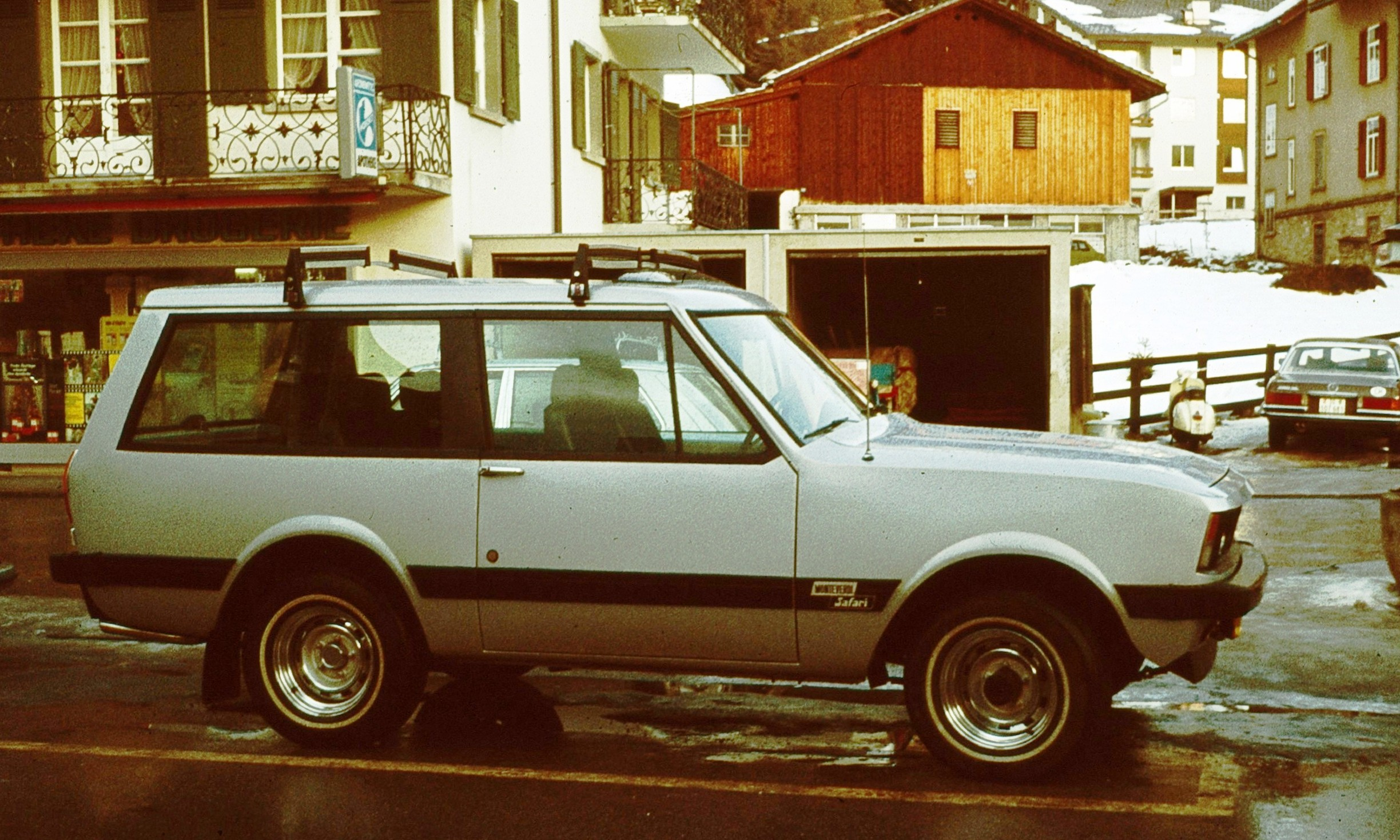
モンテヴェルディ・サファリ

- 1980年　4ドアモデルモンテヴェルディが限定販売される。これはスイスのモンテヴェルディ社を経営していた実業家、ペーター・モンテヴェルディがホイールベースを伸ばさず4ドアにするアイデアを提案したもので、これを市販化。BLは1972年に4ドアのプロトタイプを作製していたが、資金難で実現できなかった。また技術陣はシンプルさを旨としていたので4ドア化に積極的ではなかった。この為、ランドローバー社は1994年まで、モンテヴェルディにロイヤルティーを支払っていた[2]。
- 1981年　市場の声に応えてモンテヴェルディをリファインし4ドアが量産化される。ライトブルーメタリックの特別色にドアのウッドトリムや荷室のフルカーペットを装備したIN VOGUEモデル（2ドア、1,000台限定）がリリースされる。
- 1982年　3速オートマティックトランスミッションを追加設定。
- 1983年　5速マニュアルギアボックスを設定。
- 1984年　三角窓廃止。VOGUEモデルが再登場し量産モデルとなる。
- 1985年　4速オートマチックトランスミッション追加。
- 1986年　イタリア VM社製 直列4気筒 2.4L 直噴ターボディーゼルエンジン追加。
- 1987年　革内装のトップモデル「VOGUE SE」（ヴォーグ スーパーエディション）が登場、北米で販売を開始する。以後、北米市場に合わせたプレステージ路線となる。
- 1988年　3.9リッターエンジン登場。ABSの装備に伴い、手動センターデフロックに換え、ビスカスカップリングによる差動制限式センターデフを採用する。
- 1989年　ターボディーゼルの排気量を2.5Lにアップ。レンジローバーの高価格化による上級移行に伴う穴を埋めるため、日本製のオフロードカーに価格面で対抗できる下位の派生車種として、ディスカバリーを発売する。
- 1990年　最高級仕様VOGUE SEのみがローバージャパンにより日本に正規輸入される。
- 1992年　4.2Lエンジンを搭載したロングホイールベースモデル（日本名バンデンプラ、ホイールベース108インチ）が追加される。エアサスモデル追加。ディーゼルモデルを自社製ターボディーゼルエンジンを搭載した200TDiへ変更。
- 1994年　日本での販売価格が改定され、約300万円もの大幅値下げが行われる。
- 1994年　2代目の発表後もレンジローバークラシックとして生産を継続。クーラーを廃止、ディスカバリーのフェイズ2と同様のエアコンに置き換えられる。
- 1996年　生産終了。総生産台数は31万7,615台。

## 2代目 (1994-2002年)
北米市場からの要求を最大限に取り入れ、乗用車化を図りたいマーケティング側と、高機能とヘビーデューティーを伝統と考える設計陣、さらに、合理化に抵抗する生産現場との間で折り合いが着かず、企画から開発にいたるまで、かなりの時間を要する結果となった。
愛好家の間では、「セカンドレンジ」、あるいは開発コードをとって「P38a」、型式より「LPレンジ」と呼ばれる。
シャーシ、ボディ
カタログモデルは全て4ドアワゴンでホイールベースも一種類のみとなった。
ラダーフレームと前後リジッドアクスルの構成は継承されたが、ボディーは一般的なスポット溶接構造となった。
エンジン
ガソリンエンジンは初代の改良型で、アルミブロックOHVのローバー・V8エンジンで、4.0Lと4.6Lの2機種であるが、ディーゼルエンジンは直列6気筒 2.5L ターボディーゼルのBMW・M51エンジンへ変更になった。
サスペンション
アイデンティティーとして、前後リジッドアクスルを継続採用したが、リアサスペンションは、センターAアームを廃し、横剛性を大きくとったトレーリングアームを導入したことが最大の変更点となった。
先代に続き、ダンロップの車高調整機能付きエアサスペンションを採用しているが、トラブルを嫌い、金属ばねに換えているユーザーも少なくない。
四輪駆動機構
初代の晩年と同様、差動制限にビスカスカップリングを用いたセンターデフを持つ、フルタイム4WDとなっている。
操作系は、トランスファーレバーのないアメリカ製SUVに慣れきったユーザーを考慮し、ATセレクターレバーとトランスファーレバーをひとつにまとめ、Hパターンとしたセレクターを採用した。

### 後期型（2000年〜）
2000年モデルよりマイナーチェンジ。新マネジメントシステムなどによるエンジンの改良、レイアウトの変更のほか、オルタネーターの容量ＵＰ，クリアライトの採用などがほどこされた
LP58DおよびLP60Dと分類される。またスロットルヒーターからの冷却水漏れトラブルは後期型とディスカバリー２の共通マイナートラブルとして知られる

### 日本での販売
- 1995年4月　2代目が発表される。この時点では、初代も「クラシック」として生産が継続されていた。グレードは排気量4.6L、本革シート、電動シート、サンルーフ、ウッドパネルなどが標準装備の4.6HSE、HSEより装備を省いた排気量4.0Lの4.0SEを設定。
- 1996年10月 特別仕様車オートバイオグラフィー発表。上級グレードのHSEをベースに本来樹脂のバンパーなどがボディ同色に、専用の18インチアルミホイールを装着。インテリアはツートンレザーに細部に渡りウッドパネルがあしらわれており限定車の名に恥じない仕様となっているが、近年では状態の良い物件は少なく愛好家には幻の限定車とも言われている。
- 1998年5月 特別仕様車2代目オートバイオグラフィー発表。初代オートバイオグラフィーの専用装備にインパネ埋め込み式パナソニック製DVDナビゲーションテレビを標準装備した。
- 1998年5月 ランドローバー生誕50年を記念し50thアニバーサリーを発表。上級グレードのHSEをベースにバンパーなどをボディ同色、専用18インチアルミホイールやウッドコンビステアリング、専用フロアーマットなどを装備。廉価版としてファブリックシート4.0Sも同時に追加された。
- 1999年1月 ディスティニー発表。中堅グレードのSEをベースにバンパーなどを同色ペイント、専用エンブレムや専用フロアマット、ウッドコンビステアリングなどが標準装備。
- 2000年4月 後期型にマイナーチェンジ。エンジンの改良およびランプのデザイン変更などが行われた。また4.6ヴォーグ発表。上級グレードのHSEをベースにソフトタッチレザーや追加ウッドパネルなどがあしらわれたエグゼクティブなモデル[4]。
- 2000年12月 特別仕様車30thアニバーサリーエディション発表。70台限定販売[5]。
- 2002年5月 特別仕様車ロイヤルエディション発表。HSEをベースに追加ウッドパーツやパナソニック製ナビゲージョンを標準装備、国内150台限定販売[6]。

## 3代目（2002年-2013年）

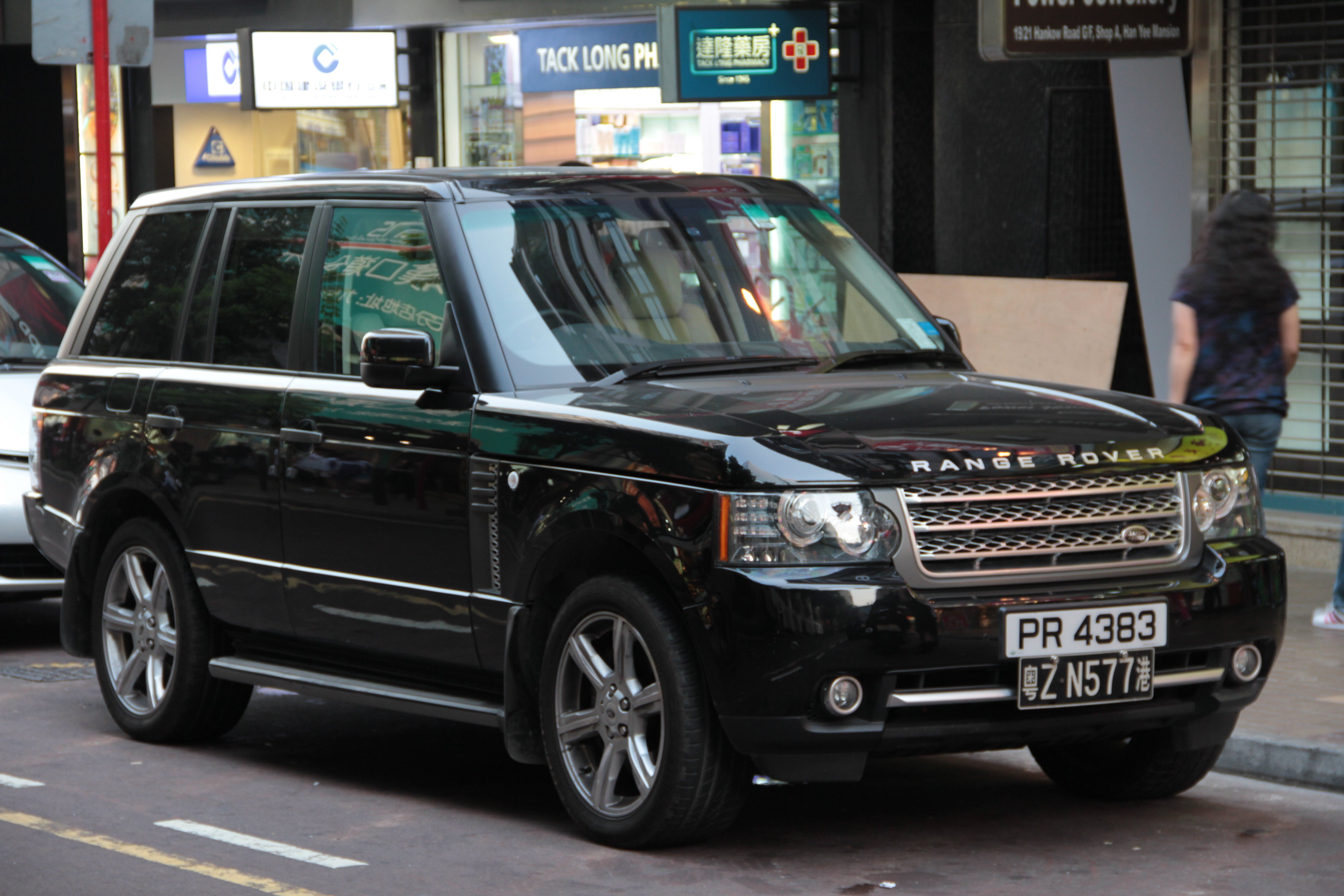
レンジローバー（3代目後期型）

2002年4月発表。ローバー・グループは1994年にBMWに買収されており、このモデルも当初はBMWが開発していた。しかし、BMWは2000年にランドローバーをフォードへ売却、そのため、開発はフォードに引き継がれた。ボディ、エンジンサイズの大型化が図られ、同時に内装がより豪奢なものとなった。またカーナビゲーションシステムの装着が最初から考慮された内装デザインとなった。
シャーシ、ボディ
2代目に比べ、より初代を意識したデザインモチーフが取り入れられた。なお、カタログモデルは2代目に続いて4ドアワゴン一種類のみとなった。
エンジン
エンジンは一新され、ガソリンエンジンはV型8気筒 4.4 LのBMW・M62エンジンへ、ディーゼルエンジンは直列6気筒 2.9 L ターボディーゼルのBMW・M57エンジン（英語版）へそれぞれ変更になった。
2006年モデルよりエンジンが変更された。当時、ジャガーもフォード傘下（1989年 - 2008年）となっていた関係で、ガソリンエンジンはV型8気筒のジャガー・AJ-V8エンジンとなり、4.4 Lの自然吸気エンジンと4.2 Lのスーパーチャージャー付きエンジンが選択できた。ディーゼルエンジンはV型8気筒 3.6 Lターボディーゼルのフォード・AJDエンジンとなった。
2010年モデルより、ガソリンエンジンは5.0 Lの自然吸気エンジンとスーパーチャージャー付きエンジンへ、ディーゼルエンジンはV型8気筒 4.4 Lターボディーゼルエンジンへそれぞれ排気量がアップされた。

### 日本での販売
- 2002年4月にモデルチェンジで3代目となる。日本市場では「ヴォーグ」「HSE」「SE」の3グレード構成。
- 2004年11月、2005年モデル発売。タッチ・スクリーン式のDVDナビゲーション・システムおよび4x4インフォメーション・システムが搭載された。[7]
- 2005年2月、特別限定車「ウェストミンスター」発売。世界限定480台、うち日本市場は50台限定。
- 2005年7月、2006年モデル発売。同じフォード傘下のジャガーよりエンジン供給を受けた4.4 L V8と4.2 Lスーパーチャージャー付V8を搭載した。日本仕様では、保安基準を満たすためにトヨタ製SUVと同形状のサイドアンダーミラーが装備された。日本市場では「スーパーチャージド」「ヴォーグ」「HSE」の3グレード構成となった。
- 2006年7月、特別限定車「Supreme」発売。50台限定。
- 2007年7月、内装のデザインが変更され、テレインレスポンスシステムが搭載された。
- 2008年3月、日本市場での車名がレンジローバー・ヴォーグに変更された。日本市場では「4.2 V8 スーパーチャージド」「4.4 V8」の2グレード構成となった。
- 2008年11月、サイドアンダーミラーがスタイリングをスポイルしているとの声が多かったため、代わりにCCDカメラが装着された（日本仕様）。
- 2009年12月、2010年モデル発売。エンジンが変更され、5.0 L V8と5.0 Lスーパーチャージャー付V8が搭載された。電子デバイスが強化され、進化したテレイン・レスポンス、ヒルディセント・コントロール、グラディエント・リリース・コントロール、ハイドロリック・リアブレーキ・ブーストが搭載された。外装のデザインが変更され、LEDを用いたヘッドランプおよびリアコンビランプが装備された。内装のデザインも変更され、デュアルビュー・タッチスクリーン・ディスプレイ、バーチャルインストルメントパネル、サラウンドカメラシステム、HDDナビゲーションシステムが搭載された。日本市場では「5.0 V8 スーパーチャージド」「5.0 V8」の2グレード構成となった[8]。
- 2010年9月、2011年モデル発売。新グレード「オートバイオグラフィ」が追加された。電子デバイスが強化され、ヒルスタート・アシストとグラディエント・アクセレーション・コントロールが搭載された。また、DVDナビゲーションシステムに変更されデジタルテレビチューナーが搭載された[9]。
- 2011年12月、2012年モデル発売。外装のデザインが変更され、フロントグリルとヘッドランプ内バックプレートがグロスブラック化され、ドアハンドルがボディ同色に変更されたほか、ホイールセンターキャップのロゴが「LAND ROVER」から「RANGE ROVER」に変更された[10]。

| グレード                      | 製造年                 | エンジン型式 | エンジン     | 排気量   | 最大出力          | 変速機 |
| ----------------------------- | ---------------------- | ------------ | ------------ | -------- | ----------------- | ------ |
| オートバイオグラフィ 4WD      | 2010年9月 - 2013年2月  | 508PS型      | V型8気筒DOHC | 4,999 cc | 510 PS/63.8 kg・m | 6速AT  |
| 5.0 V8 スーパーチャージド 4WD | 2009年12月 - 2013年2月 | 508PS型      | V型8気筒DOHC | 4,999 cc | 510 PS/63.8 kg・m | 6速AT  |
| 5.0 V8 4WD                    | 2009年12月 - 2013年2月 | 508PN型      | V型8気筒DOHC | 4,999 cc | 375 PS/52.0 kg・m | 6速AT  |
| 4.2 V8 スーパーチャージド 4WD | 2008年3月 - 2009年11月 | 428PS型      | V型8気筒DOHC | 4,196 cc | 390 PS/56.0 kg・m | 6速AT  |
| スーパーチャージド 4WD        | 2005年6月 - 2008年2月  | 428PS型      | V型8気筒DOHC | 4,196 cc | 390 PS/56.0 kg・m | 6速AT  |
| 4.4 V8 4WD                    | 2008年3月 - 2009年11月 | 448PN型      | V型8気筒DOHC | 4,393 cc | 299 PS/43.3 kg・m | 6速AT  |
| ヴォーグ 4WD                  | 2005年6月 - 2008年2月  | 448PN型      | V型8気筒DOHC | 4,393 cc | 299 PS/43.3 kg・m | 6速AT  |
| HSE 4WD                       | 2005年6月 - 2007年12月 | 448PN型      | V型8気筒DOHC | 4,393 cc | 299 PS/43.3 kg・m | 6速AT  |
| ヴォーグ 4WD                  | 2002年7月 - 2005年5月  | 448S型       | V型8気筒DOHC | 4,398 cc | 286 PS/44.9 kg・m | 5速AT  |
| HSE 4WD                       | 2002年7月 - 2005年5月  | 448S型       | V型8気筒DOHC | 4,398 cc | 286 PS/44.9 kg・m | 5速AT  |
| SE 4WD                        | 2002年7月 - 2005年5月  | 448S型       | V型8気筒DOHC | 4,398 cc | 286 PS/44.9 kg・m | 5速AT  |

## 4代目（2013年-2021年）

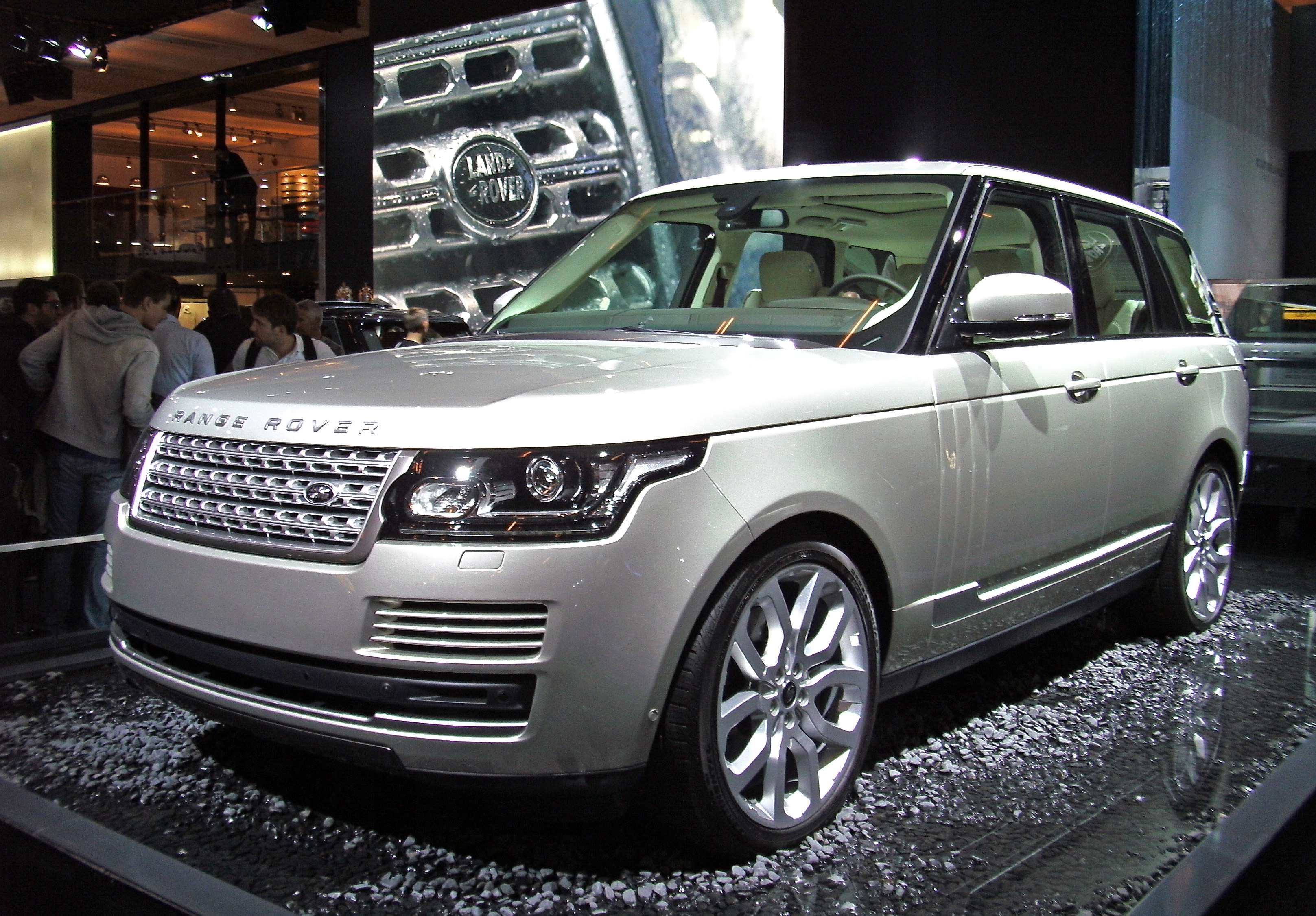
レンジローバー（4代目前期型）

2012年8月に発表され、詳細は2012年9月6日に発表された。

## 5代目(2021年-)

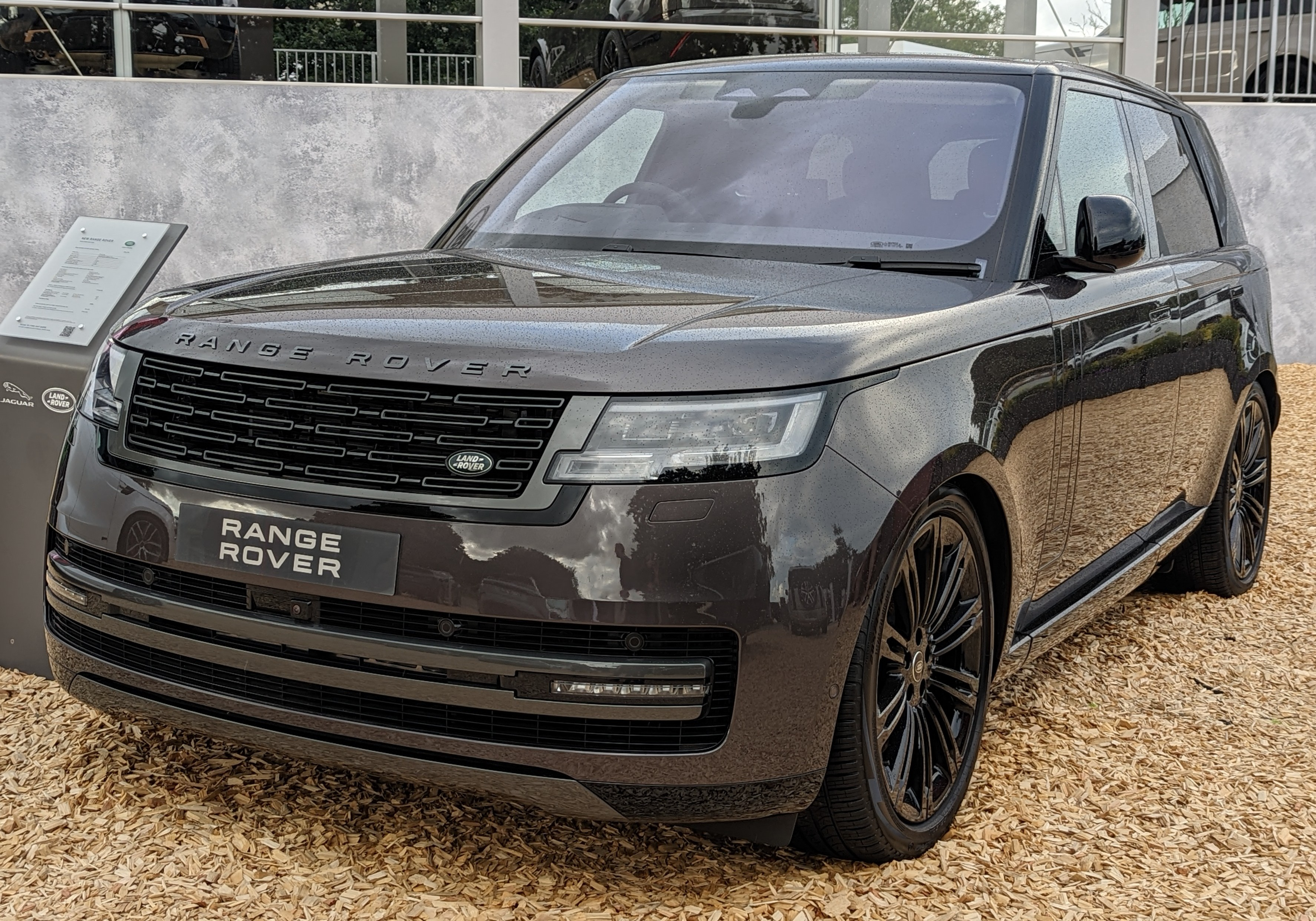
レンジローバー (5代目) L460

2021年11月に発表された。